# Napoleon: Total War
Napoleon: Total War (рус. Наполеон: тотальная война) — компьютерная игра в жанре пошаговой стратегии и военной тактики, разработанная британской компанией The Creative Assembly и изданная японской компанией SEGA. Является шестой в серии игр Total War.
Игра была выпущена 23 февраля 2010 года в Северной Америке, 25 февраля в Австралии, 26 февраля в Европе и в России для компьютеров. Одновременно игра стала доступна для скачивания через интернет-сервис цифровой дистрибуции Steam.

## Геймплей
Геймплей игры является эволюцией игрового процесса Empire: Total War. В игре совмещены режимы пошаговой стратегии и тактики в реальном времени. Управление государством (в терминологии Total War — «фракцией») происходит на стратегической карте в пошаговом режиме. Игрок занимается исследованиями, разведкой, экономикой и другими важнейшими вопросами государства. Морские и сухопутные сражения происходят в реальном времени. Главной особенностью игры является наличие сюжета в основной кампании, этим обусловлено и то, что один игровой ход теперь продолжается не полгода, а полмесяца.
Действие игры происходит в период Наполеоновских войн. Очень важную роль в ведении сражений играют подробно воссозданные личности знаменитых генералов и адмиралов той эпохи и самого Наполеона, который может поднимать боевой дух не только своих войск, но и союзных частей. Ключевой особенностью игры является больший упор на исторические события и личности (все полководцы имеют своих исторических прототипов) и подробное воссоздание десяти основных исторических сражений периода.
В Napoleon: Total War встроены все инструменты Steam: голосовой чат, система игровой статистики, аккаунты игроков, система обновления игры, система достижений и т. д.
В игре доступны несколько политических фракций. Каждое государство изначально контролирует определённое число исторических провинций, в каждой из них есть столичный город, а также один или несколько дополнительных городов, выполняющих университетские, фабричные, торговые и портовые функции. По мере роста населения провинции и развития технологий, города можно модернизировать. На стратегической карте находятся различные ценные ресурсы, для сбора которых необходимо создавать дополнительные объекты — рудники, плантации и т. д. Для увеличения скорости передвижения юнитов можно строить и модернизировать дороги. На стратегической карте формируются и перемещаются армии и флоты, которые игрок может использовать для захвата или обороны провинций. Кроме того, в межгосударственной борьбе игроки могут применять экономику и религию, а также использовать шпионаж, диверсии и убийства. В стратегическом режиме игрок управляет научными исследованиями своей фракции. Ведение экономической деятельности и управление городами можно полностью передать игровому искусственному интеллекту.
Разработчики переделали колониальную систему игры Empire: Total War. Самих колоний в игре нет, но сохранились торговые регионы в Атлантическом океане — фактории, а также точки у побережий Северной и Южной Америки, Индии и т. д., которым приносят доход различные ценные ресурсы, экспортируемые в европейские метрополии.
Действие кампании происходит в пошаговом режиме, каждый ход длится полмесяца вместо традиционного для серии полугодового хода. При завершении хода игровой искусственный интеллект выполняет действия всех неконтролируемых игроком фракций. В меню перед стартом кампании можно изменять сложность и активировать функцию «Открытые сражения» (англ. drop-in), позволяющие приглашать в тактические сражения других игроков.
В отличие от других игр серии, теперь у каждой основной фракции есть полководец, который не может умереть или погибнуть. Вместо этого он просто возвращается в столицу на один ход, а затем в ней снова появляется, имея возможность вновь возглавлять армии. У Британской империи им является герцог Веллингтон, у Австрийской империи — Карл Людвиг Австрийский, герцог Тешенский, у Пруссии — Гебхард фон Блюхер, у Российской империи — Михаил Кутузов, у Франции — Наполеон Бонапарт.

#### Дипломатия
Важную роль в стратегии каждой фракции играет дипломатия. Игроку доступны как традиционные для серии дипломатические инструменты (заключение союзов, торговля, покупка провинций, вручение даров), так и новые. Например, дана возможность создавать коалиции государств, обмениваться технологиями, объявлять войну противникам союзника и требовать введения торгового эмбарго против неугодных фракций.

#### Шпионаж и диверсии
В межгосударственной борьбе можно использовать традиционные для серии шпионаж, диверсии и убийства. Агенты могут уничтожать полководцев и других персонажей на карте; кроме того, они могут разрушать постройки. Совершая успешные диверсии и убийства, шпионы совершенствуются и приобретают дополнительные характеристики. Шпионы следят за передвижениями войск и других юнитов, рассеивая т. н. «туман войны». Впервые в серии дворяне занимаются политической борьбой: распространением республиканских идей в странах с монархическим устройством и устранением революционных настроений в своей и дружеских странах. Также дворяне получили возможность сражаться на дуэлях с другими дворянами (на шпагах или на мушкетах) с разным исходом (летальным или просто удовлетворением чести одного из участников).

### Тактический режим
Тактический режим представлен морскими и сухопутными сражениями в реальном времени. Сражения отличаются масштабностью; в боях может принимать участие до 10 000 юнитов.
При атаке одной армии на другую на стратегической карте открывается окно сражения, в котором показаны командующие обеих армий, их численный состав и примерное качественное соотношение. На данном этапе армия или флот может отступить, однако, если у неё закончились пункты передвижения, она будет вынуждена принять бой. Если армия принимает бой, то вокруг неё образуется область, выделенная красным цветом: любой союзный отряд, попавший в эту область, становится участником боя. Сражение можно завершить автоматически, подсчитав итоги.
Огромную роль в сражениях играют генералы и адмиралы. Они повышают моральный дух войск, гибель командующего очень серьёзно ослабляет натиск армии. Вокруг отряда генерала образуется специальная зона, в которой действуют его особые способности: сбор и воодушевление армии, которое повышает точность стрельбы и качество рукопашного боя.
Повысилась роль мини-карты-радара, которая стала более точной и информативной. Мини-карту можно увеличивать, уменьшать или полностью закрывать.

#### Сухопутные сражения
В сухопутных сражениях игрок командует армией конца XVIII — начала XIX века. Армия делится на отряды, максимальное число отрядов — двадцать. Каждое подразделение имеет свои преимущества, недостатки, стоимость обучения, стоимость содержания и общий уровень эффективности.
Подразделения имеют определённый моральный уровень, который может увеличиваться, если битва проходит удачно, или уменьшаться при тяжёлых потерях, гибели офицеров или в случае смерти генерала.

#### Морские сражения
В морских сражениях игроки могут управлять флотом до десяти кораблей одновременно, различных по классу, размеру, вооружению, опыту и количеству экипажа. Экипаж каждого корабля имеет определённый моральный дух, увеличивающийся, если корабль и флот близки к победе. Экипаж может попытаться вывести судно с поля боя, если его моральный дух падает, а в крайних случаях корабль может сдаться противнику. Сражение выиграно, если все вражеские корабли или потоплены, или захвачены, или сдались, или ушли за пределы тактической карты. Игрок может вывести повреждённый корабль из боя и провести ремонт.
В ходе боя можно использовать различные виды артиллерийских снарядов, таких как картечь, книппели и стандартное ядро. В ходе морского боя могут быть попытки абордажа кораблей. Погодные условия могут серьёзно повлиять на исход сражения, например, плохая видимость ставит под угрозу безопасность всего флота. Также имеется возможность починки обшивки повреждённого корабля прямо во время боя. На время починки экипаж оставляет орудия и тушение пожара (если на корабле пожар), и корабль остаётся полностью беззащитным.

## Кампании
Napoleon: Total War посвящён периоду Наполеоновских войн в конце XVIII — начале XIX века, что делает самой поздней эпохой в серии Total War. Действие сюжетной части игры разделено на три кампании и проходит в Италии, на Ближнем Востоке и завершается большой Европейской кампанией. Основными фракциями в глобальной кампании одиночной игры являются Франция, Британская империя, Австрийская империя, Российская империя и королевство Пруссия.
В игре есть традиционная для серии глобальная стратегическая карта, на которой основной целью фракции игрока является установление господства или завоевание определённых территорий в исторически достоверный срок. Кроме того, созданы сюжетные территориальные кампании, посвящённые важнейшим военным походам и политике наполеоновского времени. Действие этих кампаний происходит в разные временные периоды на независимых стратегических картах, как в игре Medieval II: Total War — Kingdoms.

### Обучающая кампания (1778—1793)
Кампания рассказывает о ранних годах жизни Наполеона и о его восхождении к вершинам власти. В этой кампании обучение совмещено с рассказом об истории полководца, который ведёт близкий друг полководца, маршал Франции и глава штаба Наполеона Луи Александр Бертье. Искусству управления морским транспортом на стратегической карте игрок учится, переправляя Наполеона с острова Корсика на берег Франции. Экономической составляющей игры посвящены задания вблизи Реймса: постройка дорог, колледжа и управление научными исследованиями. Одновременно необходимо не допускать чрезмерно высокого уровня недовольства среди рабочих, недовольных высокой налоговой ставкой. Военная составляющая связана с проведением осады крепости Тулон.

### Итальянская кампания (1796—1797)
Фракции: Французская республика, Венецианская республика, Сардинское королевство, Республика Лукка, Моденское герцогство, Великое герцогство Тосканское, Папская область, Австрийская империя.
Действие кампании происходит на Апеннинском полуострове в период похода французских революционных войск в итальянские земли во главе с генералом Наполеоном Бонапартом с 1796 года до 1797 года.
Австрия, опасаясь, что революция во Франции вызовет мятежи в её провинциях, начала две военные кампании против Франции: одна началась в Рейнской области, другая проходит через Северную Италию. Наполеон командует итальянским походом французской армии. Для победы над Австрией он должен установить контроль над ключевыми провинциями региона. Поход осложняется многочисленностью разрозненных итальянских фракций, горным рельефом и плохим обмундированием французской революционной армии, не готовой к войне в Альпах. Армия, попадающая на заснеженный рельеф, несёт серьёзные потери. В кампании много отдельных миссий, которые ведут игрока к конечным целям — изгнанию австрийцев из региона и укреплению позиций Франции в регионе.
Карта кампании охватывает обширную территорию от Ниццы до Клагенфурта(которые нужно иметь под контролем для победы). В режиме совместного прохождения для игры доступны Франция и Австрийская империя.

### Египетская кампания (1798—1801)
Фракции: Французская республика, Британская империя, мамлюки, Османская империя, племена бедуинов. Кампания посвящена попытке Наполеона в 1798 — 1801 годах оккупировать Ближний Восток и Египет с целью уменьшения британского влияния в Северной Африке и в Азии. Ведение боевых действий и передвижение армий осложняется природными условиями. Армия, попавшая на несколько ходов в зону пустыни, несёт потери, и у солдат снижается уровень морали. У французов главный плюс — дисциплина, но солдаты плохо действуют в пустыне. Мамлюки и армии Османской империи получают бонусы при битве в пустыне.
Карта кампании занимает территорию восточного Средиземноморья и включает Ближний Восток, Египет и остров Кипр. В режиме совместного прохождения для игры доступны карты: Первая французская республика и Османская империя. Для победы нужно иметь под контролем Александрию (провинция Западная Дельта), провинцию Северный Синай, Каир и Дамаск (провинция Риф-Дамаск).

### Европейская кампания (1805—1812)
Действие кампании происходит в Европе 1805 — 1812 года. Единственной доступной для игры фракцией является Первая Французская империя. Она должна установить контроль над ключевыми провинциями континента, такими как Москва (провинция Московская губерния), Вена (провинция Австрия), Кёнигсберг (провинция Восточная Пруссия), Берлин (провинция Бранденбург).

### Ватерлоо (18.06.1815)
В кампании представлена непосредственно битва при Ватерлоо, вступительный и заключительный ролик. Содержание заключительного ролика зависит от результатов сражения. Это — единственная кампания в игре, в которой полностью отсутствует стратегическая карта.

### Кампании коалиции (1805—1812)
Кампания посвящена военным действиям в Европе 1805—1812 года с точки зрения Антифранцузской коалиции. Эта кампания выполняет роль традиционной глобальной стратегической карты. Доступными для игрока фракциями являются королевство Пруссия, Австрийская империя, Британская империя и Российская империя.

### Сражения Наполеона
Сражения Наполеона — сборник десяти основных исторических сражений периода. В исторических сражениях нельзя менять расстановку войск перед сражением, отряды расставлены в соответствии с историческими данными. Представлены сухопутные сражения: битва под Лоди, бой при Арколе, битва у Пирамид, битва под Аустерлицем, Бородино, сражение при Дрездене, битва при Линьи и битва при Ватерлоо, в которой, после выхода второго патча, игрок может сыграть и за Великобританию. Начиная с выхода основного обновления Emperor Edition 26 сентября 2008 года, в битве при Ватерлоо игрок получил возможность сыграть также за Британскую армию, помимо французов.
Для игроков доступны две морские битвы: Битва при Абукире и Трафальгарское сражение. Сражения открываются в игре в хронологическом порядке, то есть, чтобы сыграть битву под Аустерлицем необходимо победить в битве у Пирамид и других предшествующих сражениях.

## Многопользовательская игра
Многопользовательский режим развивает идеи игры Empire: Total War и строится на основе игровой системы Steam. Мультиплеер может осуществляться как через региональные серверы Интернета, так и через локальную сеть. В нём представлены тактические морские и сухопутные сражения. Появился стратегический режим для двух игроков.

### Тактические сражения
В игре традиционно для мультиплеера серии представлены стандартные тактические морские и сухопутные сражения. Все тактические карты доступны для игры от 1x1 до 4x4 игроков, в том числе и ботов. В лобби игры доступен выбор стоимости армии (минимальная — 5000 монет, нормальная — 10000 монет и выше нормы — 14000 монет), выбор отрядов, просмотр краткого описания каждого отряда и выбор генерала, для которого представлены обычный и три исторических генерала.
Для игры доступны королевство Португалия, Республика Соединённых провинций, Испания, Франция, Швеция, Дания, Россия, Австрия, Пруссия, Великобритания и Османская империя.

### Стратегическая игра
Впервые в серии запущен полноценный многопользовательский режим на стратегической карте для двух игроков, запущенный после успеха масштабного бета-тестирования подобного режима на игре Empire: Total War, которое началось 7 декабря 2009 года и привлекло около 15 тысяч участников.
Для стратегического режима доступны все три исторические кампании Наполеона и кампании Коалиции. В этом режиме игроки могут выступать как в качестве союзников, так и противников. Со стратегической карты можно начинать и тактические сражения; в этих сражениях могут принимать участие и сторонние игроки. Выбрав функцию «Открытое сражение» в начале одиночной кампании, можно будет пригласить любого игрока взять под командование войска противника или самому принять участие в сражениях других пользователей.

## Игровой движок
| Системные требования    | Системные требования | Системные требования |
| ----------------------- | --- | --- |
|                         | Минимальные | Рекомендуемые |
| Windows                 | | |
| ОС                      | Windows XP SP3 или Windows Vista или Windows 7 | Windows XP SP3 или Windows Vista или Windows 7 |
| ЦПУ                     | Pentium 4 2.4 GHz (одноядерный) | Intel Core 2 Duo 2.6 GHz или AMD Athlon 64 X2 |
| Объём ОЗУ               | 1.0 GB (XP), 2.0 GB (Vista/Windows 7) | 2.0 GB (XP), 4.0 GB (Vista/Windows 7) |
| Место на диске          | 18 GB свободного места | 20 GB свободного места |
| Информационный носитель | DVD Double-Layer, Steam | DVD Double-Layer, Steam |
| Видеокарта              | Direct3D 9.0c-совместимая видеокарта 256 MB видеопамяти (NVIDIA GeForce 6800 GT или лучше, ATI Radeon X800 Pro или лучше), поддержка Pixel Shader 2b | Direct3D 9.0c-совместимая видеокарта 512 MB видеопамяти (NVIDIA 7900GT или лучше), или Direct3D10-совместимая видеокарта (NVIDIA 8600 или лучше), поддержка Pixel Shader 3.0 |
| Звуковая плата          | 100%-я DirectX 9.0c-совместимая звуковая карта | 100%-я DirectX 9.0c-совместимая звуковая карта |
| Сеть                    | Для многопользовательской игры и обновления игры требуется подключение к Интернету и бесплатная регистрация в Steam                                  | Для многопользовательской игры и обновления игры требуется подключение к Интернету и бесплатная регистрация в Steam                                                          |

В игре Napoleon: Total War используется модифицированный движок игры Empire: Total War под названием Warscape. Он использует API DirectX 9. Графический движок поддерживает шейдерную модель версии 2.0 и 3.0. Серьёзно обновлена и оптимизирована графическая составляющая движка; добавлена поддержка различных специальных эффектов. Пересмотрена система освещения. В морском бою была расширена система повреждений кораблей.
В сухопутных сражениях была увеличена максимальная численность солдат в армии — она составляет 10 тысяч человек. Были добавлены 64 новых видов лиц. Теперь в отрядах юниты могут иметь разный рост и разные пропорции тела. Увеличилась детализация униформы, всего в игре детально проработаны 355 военных костюмов эпохи. В игре впервые в серии присутствует редактор военной формы. Кроме того, были созданы новые погодные эффекты. Усложнилась и физика в тактических сражениях: например, когда пушечное ядра врезается в землю, остаётся большая вмятина и повреждается верхний слой земли. Улучшена система повреждений. Юниты могут получать ранения конечностей, что влияет на их характеристики.
Стратегическая карта также была усовершенствована. Были проработаны различные графические эффекты; число провинций было увеличено и их границы были переделаны в соответствие с историческими данными.

## Типы издания

Содержимое упаковки издания Imperial Edition

В России вышли три варианта издания игры:
- Стандартное, в составе которого набор отрядов «Гвардейские полки» (англ. Elite Regiment);
- Подарочное Имперское издание (англ. Imperial Edition), в составе которого:
  - DVD-бокс с игрой Napoleon: Total War;
  - Постер (формат А3) «Жизнь и битвы генерала Наполеона Бонапарта» (англ. The Life and Battles of General Napoleon Bonaparte);
  - Два эксклюзивных набора отрядов — «Гвардейские полки» (англ. Elite Regiment)[26] и «Герои Наполеоновских войн» (англ. Heroes of the Napoleonic Wars)[27].
- Napoleon: Total War (однопользовательская) — версия игры, позволяющая играть без подключения к интернету и без возможности устанавливать дополнения и обновлять игру.

Для покупки и скачивания через интернет-сервис цифровой дистрибуции Steam доступны стандартное и Имперское издание.
В Австралии вышло уникальное для этой страны издание — Императорское издание (англ. The Emperor's edition).

## Разработка и поддержка игры

### Хронология разработки игры
Игра была анонсирована компанией SEGA 19 августа 2009 года. Также был представлен первый неигровой трейлер, в котором сам Наполеон рассказал о своих победах.
В августе 2009 года игра демонстрировалась на крупной игровой выставке GC 2009. На ней разработчики рассказали об особенностях новой игры: построении кампаний, сюжетной линии и новинках в тактических сражениях.
В ноябре 2009 года игра была представлена на известной московской выставке ИгроМир. В частности, были продемонстрированы некоторые исторические сражения, например битва под Аустерлицем.
25 ноября 2009 года были официально представлены типы издания игры, в том числе Imperial Edition.
11 декабря 2009 года вышел первый официальный трейлер с фрагментами геймплея. В нём показаны кампании в игре.
17 декабря 2009 года на официальном сайте игры были представлены ещё две доступные для игры фракции: Франция и Великобритания.
11 января 2010 года на официальном сайте игры была представлена Австрийская империя.
15 января 2010 года вышел второй официальный трейлер игры с фрагментами геймплея. В нём рассказывается, в частности, о дипломатической политике фракций и роли генералов в тактических сражениях.
26 января 2010 года вышел третий официальный трейлер игры. В нём показаны детали новых многопользовательских режимов: кооперативной игры на стратегической карте и переработанных тактических многопользовательских сражений.

### Выход игры
16 февраля 2010 года игра Napoleon: Total War была отправлена в тиражирование (на золото).
25 февраля 2010 года состоялась российская премьера игры. Продукт был выпущен 23 февраля 2010 года в Северной Америке, 25 февраля в Австралии и 26 февраля в Европе.
26 февраля 2010 года игра стала доступна для активации через интернет-сервис цифровой дистрибуции Steam.
Издание игры в России совместно осуществили компании 1C и SoftClub.

### Демоверсия
Бесплатная однопользовательская демонстрационная версия была выпущена вскоре после релиза игры, 10 марта 2010 года. В скачиваемый через систему цифровой дистрибуции Steam комплект вошли обучающий режим игры и одно историческое сражение — битва при Линьи.

### Аудио
Саундтрек игры записан Словацким национальным оркестром в Братиславе. Дирижёром оркестра был Ник Рэйн (англ. Nic Raine), а записью и обработкой звука занимался инженер Петр Фукс (англ. Peter Fuchs).
Многоязычный французский актёр Стефан Корникард (фр. Stéphane Cornicard) озвучил генерала Наполеона Бонапарта в версиях игры на английском, французском, немецком и испанском языках.

### Дополнения
Imperial Guard
26 марта 2010 года компания The Creative Assembly выпустила первое бесплатное дополнение Imperial Guard (рус. Императорская гвардия), которое помимо шести новых отрядов для Франции добавило альтернативный сценарий Битвы при Ватерлоо, позволяющий играть за Великобританию.
Coalition Battle Pack
5 мая 2010 года было выпущено платное дополнение Coalition Battle Pack (рус. Сборник Коалиционных Битв), которое включает шесть новых отрядов для коалиции и битву под Фридландом, доступную для игры за Францию. Цена дополнения составляет $ 3.25.
The Peninsular Campaign
25 мая 2010 года было анонсирован платное дополнение The Peninsular Campaign (рус. Полуостровная кампания), посвящённое событиям войны на Пиренейском полуострове. Дополнение добавляет в игру новую отдельную карту кампании с 32 регионами и три доступные для игры фракции: Франция, Великобритания и Испания; в сетевой кампании также можно играть за Португалию. Также будут доступны 28 новых боевых юнитов и несколько новых агентов. Дополнение вышло 22 июня 2010 года и распространяется через Steam. Цена дополнения составляет $ 9.99.

## Приём
| Сводный рейтинг       | Сводный рейтинг   |
| Агрегатор             | Оценка            |
| --------------------- | ----------------- |
| GameRankings          | 81,71 %           |
| Metacritic            | 81 % (55 обзоров) |
| Иноязычные издания    |                   |
| Издание               | Оценка            |
| 1UP.com               | B (75 %)          |
| ActionTrip            | 7,9/10            |
| Eurogamer             | 8/10              |
| Game Informer         | 8,75/10           |
| GameSpot              | 8,5/10            |
| GameSpy               | 2/5               |
| IGN                   | 8,9/10            |
| PC Gamer (UK)         | 82/100            |
| Русскоязычные издания |                   |
| Издание               | Оценка            |
| Absolute Games        | 81 %              |
| PlayGround.ru         | 8,6/10            |
| «Игромания»           | 8/10              |
| «ЛКИ»                 | 90 %              |
| «Страна игр»          | 9,5/10            |

### Рецензии игры в зарубежной прессе
Журналисты авторитетного ресурса IGN.com поставили игре оценку 8,9 из 10 баллов. Обозреватели отметили графику игры, заявив, что им понравился «новый стиль графики и новые эффекты». Очень положительно журналист оценил геймплей игры: «тактические сражения по-прежнему захватывающие и действие кампании вполне удовлетворительно». К минусам обозреватели относят некоторую пассивность искусственного интеллекта и небольшие пробелы в сюжете. Вердикт — «Наполеон — приятное дополнение к серии, но это не столь значительная игра, как предыдущие сиквелы игр серии».
Коллектив крупного международного игрового сайта Eurogamer оценил игру в 8 баллов из 10 возможных. Авторы обратили внимание на множество недостатков в ИИ. Журналист отметил, что Napoleon: Total War «играется, как сильно отполированный Empire». Положительно был оценён и мультиплеер игры: «Мультиплеер игры представляет собой здоровый шаг вперёд для всей серии Total War». Итог — «Визуальные улучшения, более приятный интерфейс и улучшенная структура легко оправдывают цену в £20. AI по-прежнему оставляет желать лучшего, и морские сражения все ещё утомительны, это — позор, и именно это The Creative Assembly обязана исправить в следующей игре серии».
Обозреватель сайта Game Informer поставил игре 8,75 из 10 возможных. Автор отметил, что Napoleon — неплохое продолжение серии. По-прежнему у авторов много нареканий вызывает AI игры. Однако, положительно оценено главное нововведение игры — многопользовательские кампании: «возможно, крупнейшее дополнение в игре — мультиплеерные кампании, рискованный режим, который стравливает двух игроков друг против друга на Европейском театре войны». «Игра Napoleon: Total War не может переписать историю, но её утончённый геймплей, тактическое разнообразие и новая мультиплеерная кампания делают более, чем достаточно, чтобы возместить вопросы, мешающие впечатлению от стратегической игры» — подытожили журналисты.
Сайт 1UP.com поставил игре оценку B (75 %). Автор отметил некоторые улучшения в игре по сравнению с Empire: Total War. Нарекание вызвала многопользовательская глобальная кампания: «К сожалению, крупнейшее дополнение игры, многопользовательская кампания для двух игроков является разочарованием. <…> наибольшая проблема в том, что кампания скоро превращается в скуку». Итог — «Napoleon достаточно хорош. Сильный ИИ приятен, хотя отсутствие внешней торговли, государственного развития и морского аспектов заметны. Возможно, это лучше налаженная, но за 40 долларов и год спустя, игра Napoleon должна быть более щедрой, чем сейчас. Можно заметить, что игра является достойным дополнением к серии, но не лучшим».
Популярный игровой ресурс GameSpot в своей рецензии поставил игре 8,5 (замечательно) баллов из 10 возможных. Автор обзора, Дэниэл Шэннон, в первую очередь отметил «детальные, наполненные действием битвы». Однако, по-прежнему есть проблемы с искусственным интеллектом: «хотя NTW принёс в серию много нового, искусственный интеллект всё ещё слегка туп». Отлично оценена графика игры: «Визуально, Наполеон исключительно глубок и ориентирован на детали». «Подобно тому, как настоящий Наполеон доминировал в Европе с теми же ружьями, кавалерией и пушками, которыми пользовались его предшественники, Napoleon: Total War не предлагает ничего радикально отличного от предыдущих игр серии. Тем не менее, ему удается улучшить всю серию, добавляя свой собственный уникальный аромат эпохи Наполеона» — подытожил рецензент.
Авторитетный ресурс GameSpy оценил игру в 2 из 5 баллов.
Napoleon: Total War победила в дисциплине лучшая ПК-игра на церемонии награждения представителей европейской игровой индустрии Milthon European Games Awards, проходившей в Париже 22 сентября 2010 г.
19 мая 2011 г. композиторы Ричард Беддоу, Ричард Бердсалл и Ян Ливингстон получили премию Айвора Новелло за лучший игровой саундтрек.

### Рецензии игры в русскоязычной прессе
Известный игровой сайт и сервер PlayGround.ru написал 28 февраля 2010 года рецензию на игру, оценив её в 8,6 из 10 баллов и дав игре знак Выбор Редакции. Обозреватель достаточно положительно отозвался об обновлённом режиме исторических сражений. Положительно автор оценил и графику игры: «Картинка в боях если не великолепна, то как минимум очень хороша». Итог — «Napoleon: Total War не революция, но серьёзный шаг после TW: Empire. Не преобразившись почти никак внешне, игра теперь другая в механике, более целостна, почти сюжетна в кампаниях и увлекательна подачей режима исторических битв».
Влиятельный журнал Игромания поставил игре 8 баллов из 10-ти возможных. Вердикт — «<…> нельзя забывать, что по сути Napoleon — усеченная версия Empire: временные рамки сузились до нескольких лет, а возможности игрока в однопользовательской кампании зачастую жестко ограничены сценарием. В общем-то, в этом нет ничего страшного, главное — перед покупкой игры отдавать себе отчет в том, что Napoleon — это не новая часть серии Total War, а прекрасное дополнение к одной из лучших стратегий прошлого года».
Крупный игровой сайт Absolute Games в своей рецензии поставил игре 80 %. Автор достаточно критично отозвался об одиночной кампании: «Крошечная по меркам Empire карта, ограниченное число участников, урезанные возможности <…> — не об этом фанаты мечтали долгими зимними вечерами». Нарекания вызвали также некоторые недостатки в интерфейсе игры и недоработки в тактических сражениях. Рецензент довольно положительно отозвался о мультиплеере игры. Вердикт — «Ограничившись рамками наполеоновских войн, разработчики уничтожили ощущение масштаба и значительности. Раньше мы управляли империей, сегодня строим куличики в песочнице».
Страна Игр, российское издание о компьютерных играх, высоко оценило игру, поставив ей 9,5 баллов из 10-ти. К плюсам автор причислил: «Сложные исторические сражения, улучшенный интерфейс и пара занятных новых правил. А главное — наконец-то можно играть в кампанию по сети!» Отрицательно рецензент отметил следующие моменты: «те же декорации и те же проблемы: войска разных сторон почти не отличаются, а в действиях компьютерных соперников порой начисто отсутствует логика».

### Продажи
Летом 2018 года, благодаря уязвимости в защите Steam Web API, стало известно, что точное количество пользователей сервиса Steam, которые играли в игру хотя бы один раз, составляет 2 178 916 человек.